# جائزة جنوب إفريقيا الكبرى 1979
جائزة جنوب أفريقيا الكبرى 1979 هو سباق فورمولا 1 أقيم بتاريخ 2 مارس 1979 في خاوتينغ، جنوب أفريقيا. كان الثالث من أصل 15 في بطولة العالم لسباقات الفورمولا واحد موسم 1979. حلّ الكندي جيل فيلنوف أولا بينما جاء الجنوب أفريقي جودي شيكتر في المركز الثاني.

## الترتيب النهائي
| الترتيب | السائق          | النقاط |
| ------- | --------------- | ------ |
| 1       | جاك لافيت       | 18     |
| 2       | كارلوس ريوتيمان | 12     |
| 3       | جيل فيلنوف      | 11     |
| 4       | باتريك ديبايلير | 9      |
| 5       | جودي شيكتر      | 7      |
| المصدر: |                 |        |